# Ocskay Antal
Ocskói Ocskay Antal (Bolyár, Sáros megye, 1795. június 5. – Buda, 1848. szeptember 13.) bölcseleti doktor, kassai püspök.

## Élete
1814-ben a Pázmáneum növendéke lett, 1818. augusztus 2-án szentelték pappá. 1820-ban szerezte meg Bécsben teológiai doktorátusát. 1823 és 1832 között az Augustineum igazgatója volt, 1827. július 29-től 1838-ig nagyváradi kanonok, a pesti egyetem bölcseleti karának tagja. 1832-től bácsi választott püspök, magyar királyi helytartósági tanácsos, 1838. november 22-től kinevezett, 1839. február 18-án megerősített, Székesfehérvárt augusztus 18-án felszentelt kassai megyés püspök és a tudományoknak pártfogója volt.

## Munkái
- Beszéd, mellyel fens. nádor és örökös főispán ő cs. kir. főherczegségét Pest vármegyének 1836. nov. 3. tartott tisztujítása befejezésekor a t. Karok és Rendek nevében idvezlette. Pest, 1837
- Carmen excelsis honoribus ill, dni Josephi Siskovics de Almás et Gödre, dum in officium supremi comitis incl. comitatus Verőczensis die 21. Febr. 1842 solenniter introduceretur, nomine regiae litterariae palaestrae Essekiensis. Eszekini
- Örömdal, mellyet mélt. nagy-attádi Czindery László urnak, t. ns. Vasvármegye főispányi helytartói székébe tartott beiktatása alkalmával zenge nyárhó 28. 1842. Pécs

Kiadta Podhradszky József Eredeti két magyar krónikáját (Pest, 1833). A Pray-codexnek liturgicai és egyháztörténeti tekintetben legalaposabb ismertetését közlé a Régi Magyar Nyelvemlékek I. kötetében (1838. LXXIII-CIV. l.)
Kézirata a bécsi skót-zárdában: Lipsanologia de sacris reliquiis.